# خرفار أقطع
خرفار أقطع (الاسم العلمي: Phalaris truncata) هو نوع نباتي يتبع جنس الخرفار من فصيلة النجيلية.